# Šumnik
Šumnik – wieś w Słowenii, w gminie Litija. W 2018 roku liczyła 30 mieszkańców.